# Hiram (rivista)
Hiram è una rivista massonica italiana, organo di stampa della obbedienza del Grande Oriente d'Italia.

## Storia della rivista
La rivista, che fu fondata a Roma nel 1980 vide nel tempo susseguirsi firme come Michele Moramarco, Giuliano Di Bernardo, Carlo Rosh Galiani, Alberto Basso, Bruno Campanella, Carlo Cresti, Vittor Ugo Bistoni, Giorgio Cavallo, Stefano Bisi, Fabio Roversi Monaco, Zeffiro Ciuffoletti.